# Lambi
Lambi (in greco Λάμπη?) è un ex comune della Grecia nella periferia di Creta (unità periferica di Retimo) con 6 133 abitanti secondo i dati del censimento 2001.
È stato soppresso a seguito della riforma amministrativa, detta Programma Callicrate, in vigore dal gennaio 2011 ed è ora compreso nel comune di Agios Vasileios.

## Geografia fisica
Il comune è limitato a Nord dai monti Kedros o Kentros di (1771 m) e Csirò (904 m)
e a sud dal mare libico. Al Comune appartengono anche alcuni isolotti disabitati noti con il nome di Paximadia. È un territorio prevalentemente montuoso e collinare con grandi distese di oliveti e brevi torrenti. L'economia locale è fondata sull'agricoltura e sulla pastorizia e su attività ad essa connesse. Le località balneari della costa ricevono un modesto flusso turistico.

## Accesso
La principale via di accesso è la Retimo - Aya Galini. Da qui è possibile proseguire per il comune di Timbaki.

## Centri principali

### Spili
Spili è la sede del municipio. Ha 800 abitanti ed è a 30 km da Retimo.

### Aghia Galini
Aghia Galini è un modesto e tranquillo centro balneare di 1 041 abitanti sormontato dal massiccio del Monte Ida.